# Alcatel Alenia Space
Alcatel Alenia Space est une coentreprise franco-italienne, constituée le 1er juillet 2005 par fusion des actifs :
- pour 67 %, de l'ancienne Alcatel Space, France
- pour 33 %, d'Alenia Spazio, Italie.

Son siège opérationnel est situé dans le Centre spatial de Cannes - Mandelieu. Elle est souvent citée par le sigle AAS.
C'est un des leaders mondiaux dans la construction de satellites artificiels.
Le 5 avril 2006, Alcatel accepte de vendre sa participation (et ses 33 % de Telespazio) au groupe Thales, la Commission européenne entérinant officiellement l’apport à Thales des activités spatiales d’Alcatel.
Le nom est changé et devient Thales Alenia Space.